# Cèl·lula alfa

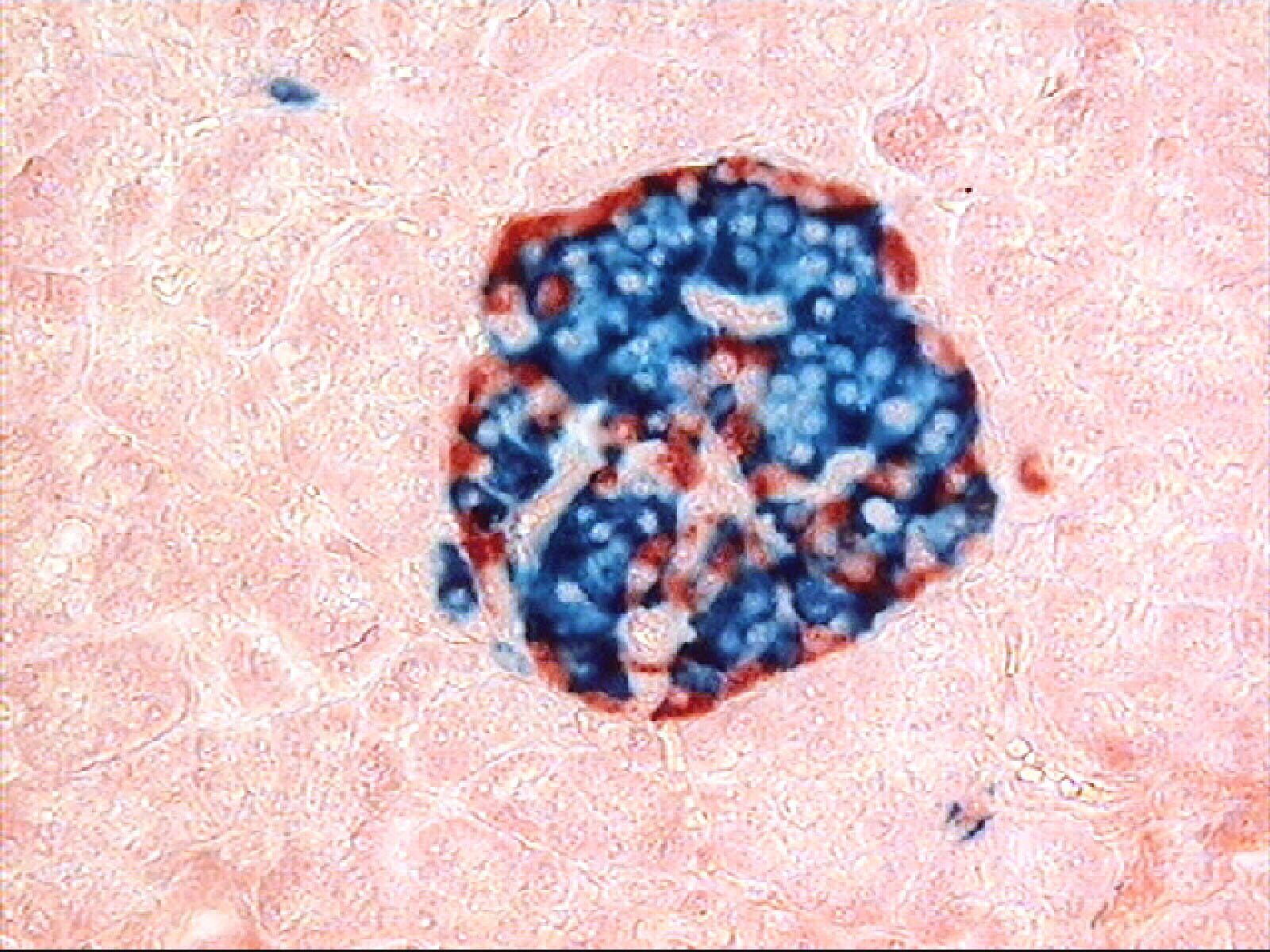
Un illot de Langerhans amb les cèl·lules amb glucagó (alfa) tenyides de vermell i amb insulina (beta) de blau.

Les cèl·lules alfa (cèl·lules α) són cèl·lules endocrines que es troben als illots de Langerhans al pàncrees. Les cèl·lules alfa segreguen l'hormona peptídica glucagó per augmentar els nivells de glucosa al torrent sanguini.